# Dontostemon elegans
Dontostemon elegans är en korsblommig växtart som beskrevs av Carl Maximowicz. Dontostemon elegans ingår i släktet Dontostemon och familjen korsblommiga växter. Inga underarter finns listade i Catalogue of Life.